# Калинин (Бессергеневское сельское поселение)
Калинин (Калиновка) — хутор в Октябрьском районе Ростовской области.
Входит в состав Бессергеневского сельского поселения.

## География

### Улицы
| - пер. 1-й - пер. Абрикосовый - пер. Айвовый - пер. Атаманский - пер. Багаевский - пер. Вербный - пер. Вишневый - пер. Горбатый - пер. Городской - пер. Дружбы | - пер. Заводской - пер. Зоологический - пер. Казачий - пер. Кедровый - пер. Короткий - пер. Луговой - пер. Майский - пер. Матвеевский - пер. Мелиховский - пер. Мигулинский | - пер. Песчаный - пер. Садовый - пер. Солнечный - пер. Степной - пер. Терновый - пер. Тополиный - пер. Тупиковый - пер. Электродный - пер. Юбилейный - пер. Южный | - ул. Аксайская - ул. Багаевская - ул. Береговая - ул. Дачная - ул. Донская - ул. Зелёная - ул. Институтская | - ул. Лесная - ул. Набережная - ул. Овражная - ул. Пляжная - ул. Полевая - ул. Центральная - ул. Юности |

## Население
| 2010 |
| ---- |
| 402  |